# Loxodera ledermannii
Loxodera ledermannii là một loài thực vật có hoa trong họ Hòa thảo. Loài này được (Pilg.) Launert mô tả khoa học đầu tiên năm 1965.